# Eugenia earthiana
Eugenia earthiana là một loài thực vật có hoa trong Họ Đào kim nương. Loài này được P.E.Sanchez mô tả khoa học đầu tiên năm 2004.